# Sousa Esporte Clube
Sousa Esporte Clube é uma agremiação esportiva da cidade de Sousa, no estado da Paraíba, Brasil. É o atual campeão paraibano.
Contra o Atlético Cajazeirense de Desportos, realiza o Clássico do Sertão.

## História
Fundado em 10 de julho de 1991 (mesmo dia do aniversário da cidade de Sousa), o clube começou a competir profissionalmente na Série B estadual do mesmo ano, sagrando-se campeão do certame. Ficou por dois anos com participações razoáveis na Série A e esteve prestes a não disputar o Campeonato Paraibano de Futebol de 1994. Conseguiu se arrumar de última hora e foi recompensado com o título do ano, tornando-se a primeira equipe do Sertão a conquistar o Paraibano, quebrando longa hegemonia do eixo Campina Grande-João Pessoa. A fase final era um quadrangular, tendo ganhado o título com uma rodada de antecedência; o rival Atlético Cajazeirense de Desportos ficou com o vice.
Em 1995, foi vice-campeão paraibano, perdendo para o Santa Cruz-PB, da cidade de Santa Rita, situada na região metropolitana de JP. O Sousa ainda disputou a Copa do Brasil de 1995, sendo eliminado pelo Flamengo de Romário, após duas derrotas pelo placar mínimo, 1 a 0, tendo sido mandante no Almeidão, em João Pessoa.
Na Série C do Brasileirão, o Dinossauro teve uma participação razoável em 1994: passou da primeira fase e saiu na seguinte, sendo o trigésimo segundo dentre 41 times. Em 1995, ficou em vigésimo terceiro lugar dentre 107 times, sendo um dos 16 eliminados da terceira fase. Em 2003, caiu na segunda fase e ficou na posição 35, em uma terceira divisão disputada por 93 times.
Em 2005, no Paraibano, venceu apenas 3 partidas de 14 disputadas. No ano seguinte melhorou um pouco: venceu 5 partidas de 16 disputadas.
A partir de 2007 o Sousa fez as pazes com as grandes campanhas, chegando à final do 1º turno e à semifinal do 2º, garantindo o 3º lugar.
Em 2008 disputou a Copa do Brasil, sendo eliminado pelo Vitória pelo placar de 4 a 1 em casa.
Ficou em terceiro mais uma vez no estadual, chegando às finais dos dois turnos, perdendo para Treze e Campinense. Venceu os dois clássicos contra o Atlético de Cajazeiras: 3 a 1 em Cajazeiras e 1 a 0 em Sousa. Jogou 26 partidas: 15 vitórias, 6 empates e 5 derrotas.
Em 2009, a equipe finalmente chegou ao bicampeonato, vencendo o Treze na final, garantindo assim uma vaga na Série D do Campeonato Brasileiro do mesmo ano, torneio este que preferiu não participar, cedendo sua vaga ao seu vice. Com o título, conquistou ainda a vaga na Copa do Brasil de 2010, em que enfrentou o Vasco da Gama. No Almeidão, saiu derrotado por 2 a 1, de virada, garantindo o segundo jogo. No jogo de volta, em São Januário, o placar ficou em 0 a 0.
Em 2012, sagrou-se campeão do segundo turno do Campeonato Paraibano, vencendo o Campinense Clube na decisão. Na finalíssima do campeonato, perdeu para o mesmo Campinense, ficando com o vice campeonato, o que lhe assegurou a vaga no Campeonato Brasileiro da série D daquele ano.
Participou ainda do Campeonato Brasileiro da série D em 2016, sendo eliminado ainda na primeira fase.
Fez uma má campanha no Campeonato Paraibano de 2017, ficando na sexta colocação. Disputou o Campeonato Brasileiro da Série D do mesmo ano, conseguindo sua classificação para a segunda fase, sendo eliminado nesta. 
Em 2020, ficou em quarto lugar no Paraibano, perdendo na semifinal para o Campinense, em penalidades. Garantiu vaga na Série D de 2021. 
Em 2021, voltou a disputar a final estadual, quando perdeu para o Campinense por 1 a 0 no agregado. Havia sido o primeiro lugar da primeira fase, um turno único de oito times.
Em 2022, o Sousa disputou a Copa do Brasil, empatando contra o Goiás pelo placar de 1 a 1, no Marizão. Esquerdinha empatou para o Dino. O time visitante possuía a vantagem do empate. Foi o terceiro no Paraibano, confirmando a vaga na quarta divisão brasileira do ano seguinte.
Em 2023, o Dino teve um bom desempenho nas competições que disputou, foi vice-campeão paraibano para o Treze e chegou nas quartas de final da série D, sendo eliminado pela Ferroviária-SP. Em destaque na campanha estadual, o time sertanejo venceu o Botafogo por 5 a 1, no Antônio Mariz, pela volta da semifinal; a ida foi 1 a 0 para o time da capital (5 a 2, agregado). Na final, o Sousa perdeu nas penalidades.
Em 2024, o time fez história no Marizão: pela primeira fase da Copa do Brasil, eliminou o Cruzeiro Esporte Clube, vencendo pelo placar de 2 a 0. Ambos gols foram marcados por Danillo Bala, no final da partida (89' e 90+5'). Em sua sexta participação, passou de fase pela primeira vez. E logo viria a segunda, pois a agremiação eliminou o Petrolina em seguida (1 a 0, em casa), garantindo-se dentre os 32 clubes da terceira fase. Foi eliminado pelo Red Bull Bragantino, por 4 a 1 no placar agregado: 1 a 1, casa (empatou de falta, aos 82'), e 3 a 0, fora.
Em paralelo ao bom futebol na disputa nacional, fez uma boa primeira fase de Paraibano e conseguiu vaga nas semifinais. Após bater o Treze (2 a 1, casa, 0 a 0, fora), carimbou sua terceira final em quatro anos e participação na Série D de 2025, que será sua quinta presença consecutiva. Contra o Botafogo, em casa, empatou a ida da decisão por 0 a 0; na volta, após empate em 1 a 1, ganhou por 5 a 3 nos penais, levantando a taça no campo do Almeidão, 15 anos após o segundo e 30 anos após o primeiro título.
Em 2025, na Copa do Brasil, foi eliminado nos pênaltis pelo rival do ano anterior, o Bragantino, sofrendo empate no fim do jogo (1 a 1), tendo a arbitragem dado 9 minutos de tempo extra. 
Conquistou o primeiro bicampeonato consecutivo do Paraibano, novamente superando o Botafogo, sendo a volta também no Almeidão: em casa, pela ida, vitória por 1 a 0; na volta, empate em 1 a 1.

## Mascote
O mascote do clube, que também faz presença em seu escudo e lhe serve de alcunha, é o dinossauro. Trata-se de referência ao Vale dos Dinossauros, sítio paleontológico pertencente ao munícipio de Sousa.

## Escudo
O atual escudo adotado pelo clube foi alterado em 2024; na ocasião foi acrescentada mais uma estrela dourada sobre o escudo do clube, totalizando três estrelas de ouro, onde cada uma delas representa um título conquista do Sousa Esporte Clube no Campeonato Paraibano de Futebol, sendo respectivamente conquistados nos anos de 1994, 2009 e 2024.
Ainda há uma estrela de prata no escudo, sendo uma referência ao título que o clube conquistou na Copa Jornal da Paraíba, no ano de 2001, copa esta criada para comemorar os 30 anos do Jornal da Paraíba.
Além da constelação dourada e prateada, o escudo apesar de modificado ao longo do tempo, mantem inalterado a tradicional característica marcante da presença do dinossauro herbívoro da espécie iguanodonte, estando representado fazendo o "sinal de legal" com uma das "mãos", tendo em uma das suas patas uma bola de futebol nas cores preto e branco. A representação do dinossauro no escudo do clube é uma clara referência a cidade onde o time esta sediado, já que o município de Sousa abriga,  na América Latina, o maior conjunto de pegadas de dinossauros, provenientes da fase inicial do período Cretáceo.

## Torcida

### Torcidas organizadas
O Sousa Esporte Cube possui oficialmente duas torcidas organizadas:
- Torcida Força Alviverde (TFA)

Em 2006, foi fundada a Torcida Força Alviverde, que em meados de 2017 acabou perdendo força e parando suas atividades dando Espaço a Resistência 91. A TFA foi relançada no dia 16 de fevereiro de 2022, e sua reestreia foi no Jogo Sousa x Sampaio Corrêa, qual o resultado foi 3x2 para o Sousa. É a maior torcida organizada do Sousa.
- Torcida Organizada Dino 9

Fundada em 05 de Novembro de 2019 a Torcida Jovem Sousense Boladão (TSB) até então não era cadastrada no Ministério Público da Paraíba, mudou de nome em 2022 Para Torcida DINO 91 e apareceu pela primeira vez nos estádios em 16 de Março de 2022, em um jogo contra o Atlético de Cajazeiras no estádio Marizão; É a segunda maior torcida organizada do Sousa, atrás apenas da Torcida Força Alviverde, as duas torcidas ficam localizadas atrás do gol.

### Torcidas não oficiais
Além dessas, o Sousa possui mais duas torcidas ou movimentos organizados não cadastrados no Ministério Público da Paraíba:
- Torcida Garra Alviverde (TGA)
- Dino Chopp

### Torcidas extintas
- Movimento Popular Resistência 91

## Títulos
| Estaduais | Estaduais                         | Estaduais | Estaduais               |
|           | Competição                        | Títulos   | Temporadas              |
| --------- | --------------------------------- | --------- | ----------------------- |
|           | Campeonato Paraibano              | 4         | 1994, 2009, 2024 e 2025 |
|           | Torneio Início                    | 1         | 1994                    |
|           | Campeonato Paraibano - 2ª Divisão | 1         | 1991                    |

### Campanhas de destaque
- Vice-campeão Paraibano 1ª Divisão: 1995, 2012, 2021 e 2023
- Quartas de final da Série D: 2023[6]

## Estatísticas

### Participações
|  | Participações em 2025 |

| Competição | Competição           | Temporadas | Melhor campanha                   | Estreia | Última | P | R |
| Paraíba    | Campeonato Paraibano | 33         | Campeão (1994, 2009, 2024 e 2025) | 1992    | 2025   |   | – |
| Paraíba    | Segunda Divisão      | 1          | Campeão (1991)                    | 1991    | 1991   | 1 |   |
|            | Copa do Nordeste     | 7          | Grupos (2013, 2022, 2025 e 2026)  | 2013    | 2026   |   |   |
| Brasil     | Série C              | 3          | 23º colocado (1995)               | 1994    | 2003   | – | – |
| Brasil     | Série D              | 8          | 5º colocado (2023)                | 2012    | 2025   | – |   |
| Brasil     | Copa do Brasil       | 8          | 3ª fase (2024)                    | 1995    | 2026   |   |   |